# Сосновка (Сосницкий район)
Сосновка (укр. Соснівка) — село в Сосницком районе Черниговской области Украины. Население — 9человек. Занимает площадь 0,66 км².
Код КОАТУУ: 7424987503. Почтовый индекс: 16112. Телефонный код: +380 4655.

## Власть
Орган местного самоуправления — Хлопяникский сельский совет. Почтовый адрес: 16112, Черниговская обл., Сосницкий р-н, с. Хлопяники, ул. Центральная, 20.